# Falcón
Falcón (hiszp. Estado Falcón) – jeden z 23 stanów Wenezueli. Stolicą stanu jest miasto Coro.
Stan Falcón zajmuje powierzchnię 24 800 km², w roku 2011 zamieszkiwało go 902 847 osób. Dla porównania, w 1970 było ich 376,1 tys.
Stan położony jest nad Morzem Karaibskim. Na wybrzeżu występują niziny, w części wewnętrznej wyżyny. Na północy znajduje się półwysep Paraguaná. W stanie wydobywa się ropę naftową i fosforyty. Obecna ekstensywna hodowla bydła i kóz, uprawa kukurydzy, trzciny cukrowej, kawy, kakaowców; połów ryb.
Znajdują się tu Park Narodowy Morrocoy, Park Narodowy Médanos de Coro, Park Narodowy Juan Crisóstomo Falcón i Park Narodowy Cueva de la Quebrada del Toro.

## Gminy i ich siedziby
1. Acosta (San Juan de los Cayos)
2. Bolívar (San Luis)
3. Buchivacoa (Capatárida)
4. Cacique Manaure (Yaracal)
5. Carirubana (Punto Fijo)
6. Colina (La Vela de Coro)
7. Dabajuro (Dabajuro)
8. Democracia (Pedregal)
9. Falcón (Pueblo Nuevo)
10. Federación (Churuguara)
11. Jacura (Jacura)
12. Los Taques (Santa Cruz de Los Taques)
13. Mauroa (Mene de Mauroa)
14. Miranda (Santa Ana de Coro)
15. Monseñor Iturriza (Chichiriviche)
16. Palmasola (Palmasola)
17. Petit (Cabure)
18. Píritu (Píritu)
19. San Francisco (Mirimire)
20. Silva (Tucacas)
21. Sucre (La Cruz de Taratara)
22. Tocopero (Tocópero)
23. Unión (Santa Cruz de Bucaral)
24. Urumaco (Urumaco)
25. Zamora (Puerto Cumarebo)